# Елизаветинское подворье в Иерусалиме

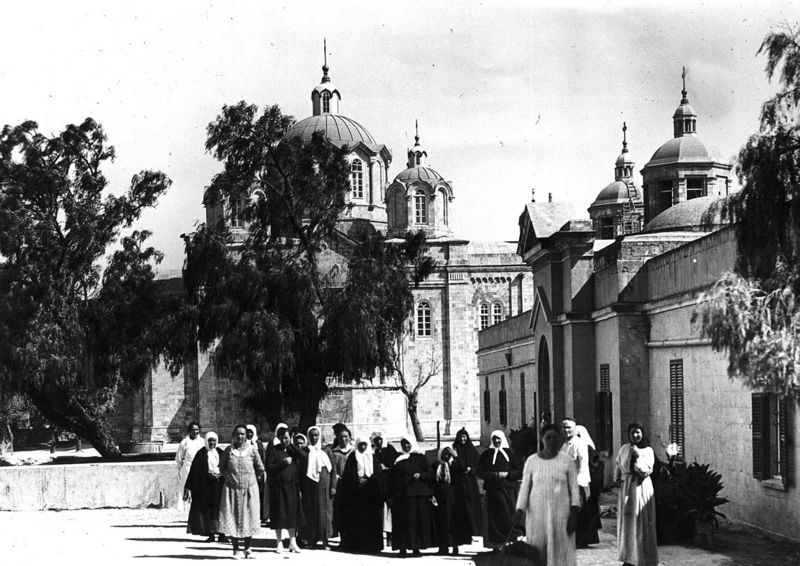
Елизаветинское подворье и Троицкий собор Русской духовной миссии в Иерусалиме. Фото монаха Тимона. Конец XIX в.

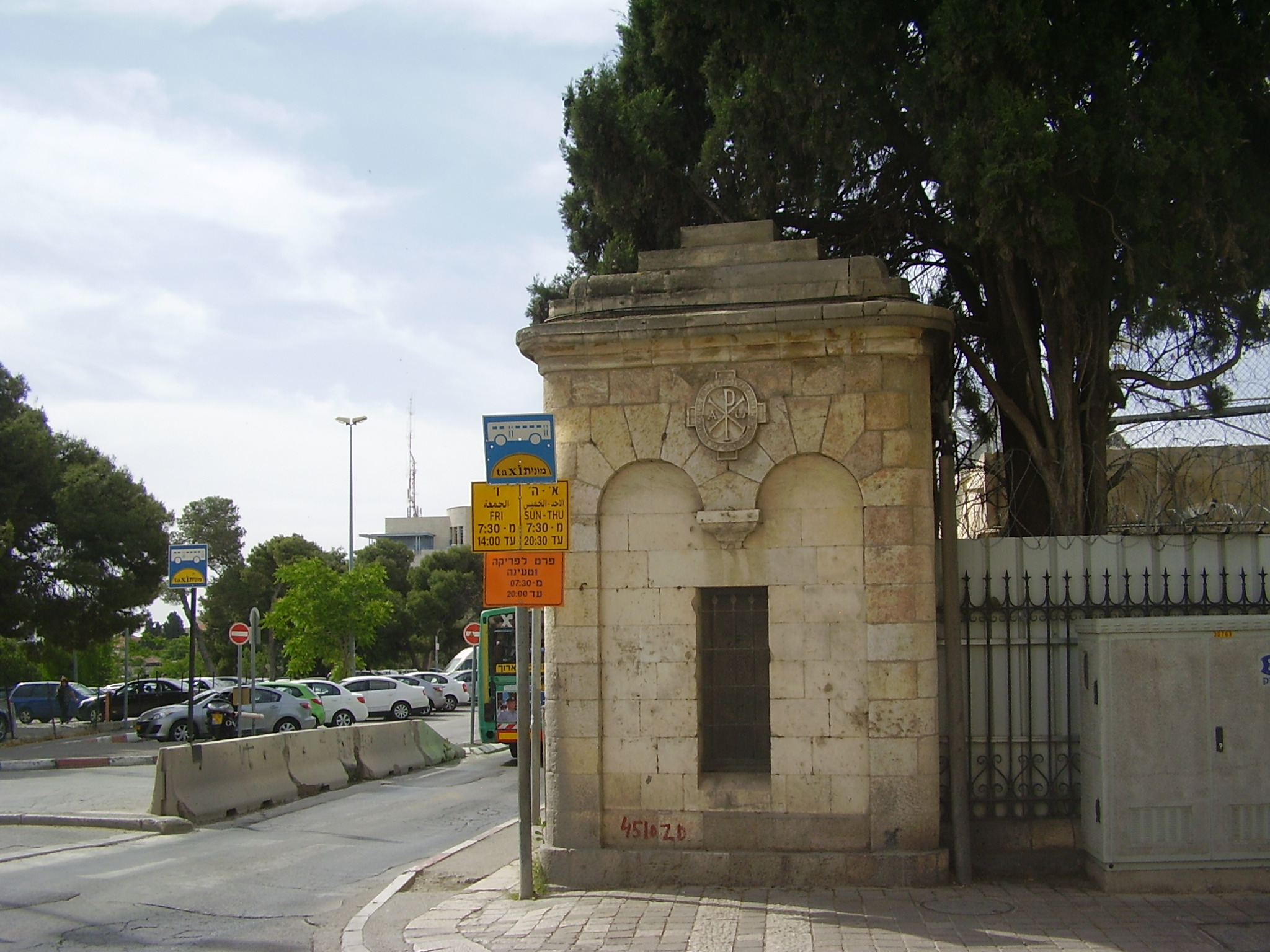
Северные ворота в Елизаветинское подворье. Современный вид, фото 2011 г.

Елизаве́тинское подво́рье (ивр. חצר אליזבטה‎) — одноэтажное здание в центре Иерусалима в комплексе Русских построек, площадью 4 612 м² было построено усилиями Палестинского комитета в период с 1860 по 1864 гг. рамках общего строительства русских построек на Мейдамской площади Иерусалима.
В настоящее время здание бывшего подворья, затянутого в колючую проволоку, располагается следственный изолятор и полицейский отдел города Иерусалима. Россия планирует выкупить Елизаветинское подворье у Израиля.

## История
Елизаветинское (мужское) подворье предназначалось для размещения русских православных паломников в Иерусалиме, прибывающих из пределов Российской Империи с целью паломничества в Святую Землю. В 1889 году было передано Императорскому православному палестинскому обществу.
Под руководством ИППО, Елизаветинское подворье успешно действовало, принимая паломников вплоть до 1914 года. С 1914 года значительная часть помещений подворья использовалось турецкими властями, а с 1917 года Британскими властями. Тем не менее на Елизаветинском подворье, в Британский период, с разрешения управляющего подворьями ППО Н. Р. Селезнева, с 1919 по 1948 гг. проживали русские люди, поданные Российской Империи, в том числе монашествующие.
С 1948 года Елизаветинское подворье перерегистрируется как и другие русские постройки на имя правительства СССР.
В 1964 году, в рамках межправительственного соглашения, подписанного Голдой Меир и Никитой Хрущёвым в рамках так называемой «апельсиновой сделки» Елизаветинское подворье продается советским правительством государству Израиль. Законность сделки остаётся спорной, так как непонятно, являлся ли СССР законным собственником подворья.
В июне 2017 года в связи с официальным открытием Сергиевского подворья Сергей Степашин отметил: «Хотелось бы, чтобы в следующем году этот процесс [передачи подворья] запустился. В 2018 будет столетний юбилей с момента мученической смерти Елизаветы Фёдоровны. Это было бы по-человечески по отношению к ней». Однако премьер-министр Израиля Беньямин Нетаньяху, по словам главы ИППО, поставил условие, что здание можно только выкупить за огромные деньги. «С израильскими товарищами надо предметно считать практически каждую копейку. Но эта сумма никак не сопоставима с тем, что мы практически за бесплатно отдали. Это вопрос не денег, а возвращения собственности».